# Ted Dixon
Edward Dixon (1884 – sau 1907) là một cầu thủ bóng đá người Anh ghi 3 bàn thắng trong 38 lần ra sân ở Football League thi đấu cho Lincoln City và Hull City. Ông thi đấu ở vị trí hậu vệ phải hoặc tiền đạo trung tâm. Ông đầu quân cho Sunderland trước khi gia nhập Lincoln, nhưng không đá cho đội chính.